# Servier
Servier, Сервье (полностью Les Laboratoires Servier, Лаборатории Сервье) — французская транснациональная фармацевтическая компания.
Находится под управлением некоммерческого фонда FIRS (Servier International Research Foundation) с головным офисом в г. Сюрен. Годовой оборот в 2017 году составил €4,152 млрд. Компания представлена в 149 странах на 5 континентах и насчитывает более 21 700 сотрудников. Имеет 16 производственных комплексов по всему миру..

## История
Компанию основал доктор Жак Сервье (фр.) в 1954 году в Орлеане (Франция). Вместе с ним к работе в компании приступили ещё девять человек. Год спустя компания запустила свои первые два препарата: от гипертонии и сахарного диабета.
В 1956 году начинается производство первых партий лекарственных препаратов во Флери-лез-Обре (фр.). В 1960 году был учрежден первый Центр научных исследований и разработок в Сюрене (Франция), а в 1972 году компания запустила первый производственный комплекс в Жиди (Франция).
Первое международное представительство было открыто в Лондоне. С 1979 года компания начала поставку лекарств в СССР.
В 1987 году компания начала исследования в области онкологии и неврологии. В 1990 году в Арклоу (Ирландия) открылся первый производственный комплекс за пределами Франции. В 1992 году было открыто представительство в России. В 1994 году начал работу Центр научных исследований и разработок в Круасси (фр., Франция).
В декабре 1995 года компания приобрела мажоритарный пакет акций венгерской фармацевтической компании ЭГИС, а в 2013 году поглотила её полностью.
В 2000-х годах открыла заводы ещё в нескольких странах, включая производственные комплексы в Тяньцзине (Китай), Софьино (Россия), Рио-де-Жанейро (Бразилия) и другие.
В 2011 году президенту компании Жаку Сервье были предъявлены обвинения в обмане с отягощающими обстоятельствами, мошенничестве и в создании угрозы здоровью и жизни людей в связи с гибелью 2000 человек от выпускавшегося его компанией лекарства для подавления аппетита Медиатор (бенфлуорекс). Первые сообщения о побочных эффектах начали поступать ещё в конце 1990-х годов, но препарат был снят с реализации только в 2009 году. В мае 2021 года суд оштрафовал компанию на 2,7 млн евро, а один из исполнительных директоров получил 4 года условно. Также компания согласилась добровольно выплатить пострадавшим до 200 млн евро.
В 2014 году Жак Сервье умер. Компанию возглавил Оливье Лоро, ставший её президентом и главой фонда FIRS (Servier International Research Foundation), под управлением которого находится компания.
В августе 2018 года компания приобрела портфель онкологических препаратов ирландской компании Shire за $2,4 млрд и вышла на рынок США.

## Деятельность
Компания выпускает как патентованные лекарства, так и дженерики. Около 1500 наименований дженериков производятся и реализуются 4-мя дочерними компаниями: Biogaran во Франции, EGIS в Восточной Европе, Pharlab в Бразилии и Swipha в Нигерии. Научно-исследовательские лаборатории имеются во Франции, США, Венгрии и Дании. Компании принадлежит 16 фабрик: 3 в Венгрии, по 2 во Франции, Испании и Бразилии, по одной в Китае, Ирландии, Египте, Марокко, Нигерии, Польше и России.
Главным регионом деятельности являются страны Евросоюза (48,9 % выручки), на другие страны Европы приходится 12,2 % выручки, на Азию — 19,7 %, на Америку — 13,1 %, на Африку и Ближний Восток — 6,1 %.

## Препараты компании
- Гликлазид (Diamicron, Diamicron г, Диабетон МВ) — противодиабетический препарат
- Индапамид (Fludex Ср, Natrilex Ср, Lozide, Tertensif) — мочегонный препарат
- Ивабрадин (Кораксан) — антиангинальный препарат
- Периндоприл (Coversyl) — ингибитор АПФ -Годовой объём продаж продукта компании Coversyl (периндоприл), в 2006 и 2007 годах превысил 1 млрд долларов.
- Стронция ранелат (Protelos) — препарат для профилактики остеопороза
- Тианептин (Stablon) — антидепрессант, делает косвенные изменения деятельности АМПА и НМДА глутаматных рецепторов
- Триметазидин (Vastarel г, Предуктал) — антиангинальный препарат.[10]
- Биопарокс- аэрозоль
- Агомелатин (Вальдоксан, Melitor, Thymanax)
- Алмитрин[вд] (Duxil, Vectarion)
- Аминептин («Сюрвектор», Maneon, Directim)
- Бенфлуорекс[вд] (Mediaxal)
- Карбутамид[вд] (Glucidoral)
- Daflon 500
- Фенспирид (Pneumorel)
- Fotemustine (Muphoran)
- Фузафунгин (Locabiotal)
- Периндоприл (Coversyl, Престариум)
- Периндоприл/индапамид (Preterax, Coversyl плюс)
- Пирибедил (Trivastal ретард)
- Rilmenidine (Hyperium)
- Натрия альгинат (Pseudophage)
- Сульбутиамин (Arcalion)
- Tertatolol (Артекс)
- Витамины (Vitathion)
- Каласпаргаза пегол (Calaspargase Pegol (Cal-PEG)) — экспериментальное средство для лечения острого лимфобластного лейкоза
- Иринотекан (Irinotecan) — противоопухолевое, цитостатическое средство
- Пэгаспаргаза (Pegaspargase) — компонент комбинированной терапии острого лимфобластного лейкоза[11][12]

## Совместные исследования
Исследования проводит как самостоятельно, так и совместно с партнёрами. Участвует в инициативе инновационных препаратов в EFPIA и Европейской комиссии.
Совместно с компанией Pfizer проводит разработки UCART19-терапии — разновидности CAR-T клеточной терапии, которая признана прорывом 2018 года в лечении рака.

## Руководство
Основатель и руководитель компании до 2014 года — профессор Жак Сервье (1922—2014). С 2014 президентом компании является Оливье Лоро (Olivier Laureau).

## Компания в России
Сервье работает в России с 1992 года. В 1999 году в Москве был открыт Центр научных исследований и разработок компании. В 2007 году на территории Новой Москвы запущен производственный комплекс полного цикла Сервье РУС (в прошлом — Serdix, ООО «Сердикс»). В 2012 году в Казахстан были поставлены первые лекарства, произведенные на российском заводе.